# Израиль на летних Олимпийских играх 2016
Израиль на летних Олимпийских играх 2016 года был представлена 47 спортсменами в 14 видах спорта. Знаменосцем сборной Израиля на церемонии открытия Игр стала многократный призёр крупнейших международных соревнований гимнастка Нета Ривкин, а на церемонии закрытия право нести флаг было доверено ещё одной гимнастке Алоне Кушевацкой, занявшая в составе группы 6-е место в групповом многоборье. По итогам соревнований на счету израильских спортсменов были 2 бронзовые медали, завоёванные в дзюдо, что позволило сборной Израиля занять 77-е место в неофициальном медальном зачёте.

## Медали
| Бронза |              |                               |            |
| №      | Спортсмены   | Вид спорта (дисциплина)       | Дата       |
| 1      | Ярден Джерби | Дзюдо (до 63 кг, женщины)     | 9 августа  |
| 2      | Ор Сассон    | Дзюдо (свыше 100 кг, мужчины) | 12 августа |

## Состав сборной
Бадминтон
1. Миша Зильберман

 Борьба
Вольная борьба
1. Илана Кратыш

Велоспорт
 Шоссейный велоспорт
1. Шани Блох

 Маунтинбайк
1. Шломи Хаими

 Гольф
1. Летиция Бек

 Дзюдо
1. Саги Муки
2. Голан Поллак
3. Ор Сассон
4. Линда Болдер
5. Ярден Джерби
6. Гили Коэн
7. Шира Ришони

 Лёгкая атлетика
1. Агезе Гуади
2. Дмитрий Кройтер
3. Тесама Мугас
4. Дональд Санфорд
5. Марху Тефери
6. Анна Князева-Миненко
7. Маор Тиюри
8. Лона Чемтай

 Парусный спорт
1. Эяль Левин
2. Дан Фройлих
3. Шахар Цубери
4. Нина Амир
5. Мааян Давидович
6. Гиль Коэн

 Плавание
1. Зив Калонтаров
2. Галь Нево
3. Яков Тумаркин
4. Амит Иври
5. Андреа Мюрез
6. Зоар Шиклер
7. Керен Зибнер

 Синхронное плавание
1. Анастасия Глушков
2. Евгения Тетельбаум

 Спортивная гимнастика
1. Александр Шатилов

 Стрельба
1. Сергей Рихтер

 Теннис
1. Дуди Села

 Триатлон
1. Рон Дармон

 Тхэквондо
1. Рон Атиас

 Тяжёлая атлетика
1. Игорь Ольшанецкий

 Художественная гимнастика
1. Алона Кушевацки
2. Екатерина Левина
3. Карина Лихвар
4. Ида Mайрин
5. Нета Ривкин
6. Юваль Фило

## Результаты соревнований

### Бадминтон
Одиночный разряд
| Соревнование | Спортсмены      | Групповой этап                         | Групповой этап                      | Групповой этап | 1/8 финала           | 1/4 финала           | 1/2 финала           | Финал                | Итоговое место |
| Соревнование | Спортсмены      | 1 матч                                 | 2 матч                              | Место          | 1/8 финала           | 1/4 финала           | 1/2 финала           | Финал                | Итоговое место |
| ------------ | --------------- | -------------------------------------- | ----------------------------------- | -------------- | -------------------- | -------------------- | -------------------- | -------------------- | -------------- |
| мужчины      | Миша Зильберман | Группа C                               | Группа C                            | Группа C       | Завершил выступление | Завершил выступление | Завершил выступление | Завершил выступление |                |
| мужчины      | Миша Зильберман | Чоу Тиен-Чен (TPE) П 0:2 (9:21, 11:21) | Юхан Тан (BEL) В 2:0 (22:20, 21:12) | 2              | Завершил выступление | Завершил выступление | Завершил выступление | Завершил выступление |                |

### Борьба
В соревнованиях по борьбе, как и на предыдущих трёх Играх, разыгрывалось 18 комплектов наград. По 6 у мужчин в вольной и греко-римской борьбе и 6 у женщин в вольной борьбе. Турнир проходил по олимпийской системе с выбыванием. В утешительный раунд прошли участники, проигравшие в своих поединках будущим финалистам соревнований. Каждый поединок состоит из двух раундов по 3 минуты, победителем становится спортсмен, набравший большее количество технических очков. По окончании схватки, в зависимости от результатов спортсменам начисляются классификационные очки.
Женщины
Вольная борьба
| Категория | Спортсмены   | Первый раунд       | 1/8 финала                     | Четвертьфинал         | Полуфинал             | Финал                 | Место |
| Категория | Спортсмены   | Соперник Результат | Соперник Результат             | Соперник Результат    | Соперник Результат    | Соперник Результат    | Место |
| --------- | ------------ | ------------------ | ------------------------------ | --------------------- | --------------------- | --------------------- | ----- |
| до 69 кг  | Илана Кратыш | не участвовала     | Жилда Оливейра (BRA) П 1:3(PP) | Завершила выступление | Завершила выступление | Завершила выступление | 13    |

### Велоспорт

#### Шоссейный велоспорт
Женщины
| Соревнование    | Спортсмены | Время   | Место | Отставание |
| --------------- | ---------- | ------- | ----- | ---------- |
| групповая гонка | Шани Блох  | 4:02:59 | 48    | +11:32     |

#### Маунтинбайк
Мужчины
| Соревнование | Спортсмены  | Время   | Место | Отставание |
| ------------ | ----------- | ------- | ----- | ---------- |
| кросс-кантри | Шломи Хаими | 1:43:30 | 29    | +10:02     |

### Водные виды спорта

#### Плавание
В следующий раунд на каждой дистанции проходят спортсмены, показавшие лучший результат, независимо от места, занятого в своём заплыве.
Мужчины
| 50 метров вольным стилем         | Зив Калонтаров | 8 | 22,80   | 41   | завершил выступление | завершил выступление | завершил выступление | завершил выступление | завершил выступление |                      |                      |                      |
| 100 метров вольным стилем        | Зив Калонтаров | 3 | 50,65   | 45   | завершил выступление | завершил выступление | завершил выступление | завершил выступление | завершил выступление |                      |                      |                      |
| 200 метров баттерфляем           | Галь Нево      | 1 | 1:58,64 | 26   | завершил выступление | завершил выступление | завершил выступление | завершил выступление | завершил выступление |                      |                      |                      |
| 100 метров на спине              | Яков Тумаркин  | 3 | 54,66   | 27   | завершил выступление | завершил выступление | завершил выступление | завершил выступление | завершил выступление |                      |                      |                      |
| 200 метров на спине              | Яков Тумаркин  | 3 | 1:57,58 | 16 Q | 1                    | 1:58,63              | 15                   | завершил выступление | завершил выступление | завершил выступление | завершил выступление | завершил выступление |
| 200 метров комплексным плаванием | Галь Нево      | 3 | 1:59,80 | 17   | завершил выступление | завершил выступление | завершил выступление | завершил выступление | завершил выступление |                      |                      |                      |
| 400 метров комплексным плаванием | Галь Нево      | 2 | 4:18,29 | 19   | Не проводится        | Не проводится        | Не проводится        | завершил выступление | завершил выступление |                      |                      |                      |

Женщины
| Дистанция                   | Спортсмены                                                                      | Предварительный раунд | Предварительный раунд | Предварительный раунд | Полуфинал             | Полуфинал             | Полуфинал             | Финал                 | Финал                 |
| Дистанция                   | Спортсмены                                                                      | Заплыв                | Результат             | Место                 | Заплыв                | Результат             | Место                 | Результат             | Место                 |
| --------------------------- | ------------------------------------------------------------------------------- | --------------------- | --------------------- | --------------------- | --------------------- | --------------------- | --------------------- | --------------------- | --------------------- |
| 50 метров вольным стилем    | Андреа Мюрез                                                                    | 9                     | 25,41                 | 35                    | завершила выступление | завершила выступление | завершила выступление | завершила выступление | завершила выступление |
| 50 метров вольным стилем    | Зоар Шиклер                                                                     | 8                     | 25,38                 | 33                    | завершила выступление | завершила выступление | завершила выступление | завершила выступление | завершила выступление |
| 100 метров вольным стилем   | Андреа Мюрез                                                                    | 3                     | 55,47                 | 30                    | завершила выступление | завершила выступление | завершила выступление | завершила выступление | завершила выступление |
| 200 метров вольным стилем   | Андреа Мюрез                                                                    | 2                     | DNS                   | —                     | завершила выступление | завершила выступление | завершила выступление | завершила выступление | завершила выступление |
| 100 метров баттерфляем      | Амит Иври                                                                       | 2                     | 59,42                 | 26                    | завершила выступление | завершила выступление | завершила выступление | завершила выступление | завершила выступление |
| 100 метров брассом          | Амит Иври                                                                       | 3                     | 1:09,42               | 30                    | завершила выступление | завершила выступление | завершила выступление | завершила выступление | завершила выступление |
| 200 метров брассом          | Амит Иври                                                                       | 1                     | 2:31,49               | 28                    | завершила выступление | завершила выступление | завершила выступление | завершила выступление | завершила выступление |
| Эстафета                    | Предварительный раунд                                                           | Предварительный раунд | Предварительный раунд | Предварительный раунд | Финал                 | Финал                 | Финал                 | Финал                 | Финал                 |
| Эстафета                    | Состав                                                                          | Заплыв                | Результат             | Место                 | Состав                | Состав                | Состав                | Результат             | Место                 |
| 4×100 метров вольным стилем | Керен Зибнер (55,60) Зоар Шиклер (55,29) Амит Иври (55,71) Андреа Мюрез (55,37) | 1                     | 3:41,97               | 16                    | завершили выступление | завершили выступление | завершили выступление | завершили выступление | завершили выступление |

#### Синхронное плавание
По итогам квалификационного раунда в соревнованиях дуэтов в финал проходят 12 сильнейших сборных. В финале синхронистки исполняют только произвольную программу. Итоговая сумма складывается из результатов финальной произвольной программы и баллов, полученных дуэтами за техническую программу, исполненную в квалификационном раунде.
| Соревнование | Спортсмены                           | Квалификация          | Квалификация          | Квалификация           | Квалификация           | Квалификация | Квалификация | Финал                  | Финал                  | Итоговый результат    | Итоговый результат |
| Соревнование | Спортсмены                           | Техническая программа | Техническая программа | Произвольная программа | Произвольная программа | Всего        | Всего        | Произвольная программа | Произвольная программа | Итоговый результат    | Итоговый результат |
| Соревнование | Спортсмены                           | Баллы                 | Место                 | Баллы                  | Место                  | Баллы        | Место        | Баллы                  | Место                  | Баллы                 | Место              |
| ------------ | ------------------------------------ | --------------------- | --------------------- | ---------------------- | ---------------------- | ------------ | ------------ | ---------------------- | ---------------------- | --------------------- | ------------------ |
| дуэты        | Анастасия Глушков Евгения Тетельбаум | 79,4488               | 20                    | 78,9000                | 21                     | 158,3488     | 20           | Завершили выступление  | Завершили выступление  | Завершили выступление | 20                 |

### Гимнастика

#### Спортивная гимнастика
В квалификационном раунде проходил отбор, как в финал командного многоборья, так и в финалы личных дисциплин. В финал индивидуального многоборья отбиралось 24 спортсмена с наивысшими результатами, а в финалы отдельных упражнений по 8 спортсменов, причём в финале личных дисциплин страна не могла быть представлена более, чем 2 спортсменами. В командном многоборье в квалификации на каждом снаряде выступали по 4 спортсмена, а в зачёт шли три лучших результата. В финале командных соревнований на каждом снаряде выступало по три спортсмена и все три результата шли в зачёт.
Мужчины
Индивидуальные упражнения
| Соревнование       | Спортсмены        | Квалификация | Квалификация | Финал                | Финал                |
| Соревнование       | Спортсмены        | Очки         | Место        | Очки                 | Место                |
| ------------------ | ----------------- | ------------ | ------------ | -------------------- | -------------------- |
| вольные упражнения | Александр Шатилов | 13,500       | 58           | Завершил выступление | Завершил выступление |
| перекладина        | Александр Шатилов | 14,066       | 44           | Завершил выступление | Завершил выступление |

#### Художественная гимнастика
Женщины
| Соревнование              | Спортсмены                                                           | Квалификация | Квалификация | Финал                 | Финал |
| Соревнование              | Спортсмены                                                           | Очки         | Место        | Очки                  | Место |
| ------------------------- | -------------------------------------------------------------------- | ------------ | ------------ | --------------------- | ----- |
| индивидуальное многоборье | Нета Ривкин                                                          | 69.223       | 13           | Завершила выступление |       |
| групповое многоборье      | Алона Кушевацки Екатерина Левина Карина Лихвар Ида Mайрин Юваль Фило | 34,833 (Q)   | 6            | 34,549                | 6     |

### Гольф
Последний раз соревнования по гольфу в рамках Олимпийских игр проходили в 1904 году. Соревнования гольфистов пройдут на 18-луночном поле, со счётом 72 пар. Каждый участник пройдёт все 18 лунок по 4 раза.
Женщины
| Соревнование | Спортсмены  | Первый раунд | Первый раунд | Второй раунд | Второй раунд | Третий раунд | Третий раунд | Четвёртый раунд | Четвёртый раунд | Итоговый результат | Итоговое место |
| Соревнование | Спортсмены  | Очки         | Место        | Очки         | Место        | Очки         | Место        | Очки            | Место           | Итоговый результат | Итоговое место |
| ------------ | ----------- | ------------ | ------------ | ------------ | ------------ | ------------ | ------------ | --------------- | --------------- | ------------------ | -------------- |
| женщины      | Летиция Бек | 75           | 48           | 70           | 31           | 71           | 13           | 70              | 31              | 286                | 31             |

### Дзюдо
Соревнования по дзюдо проводились по системе с выбыванием. В утешительные раунды попадали спортсмены, проигравшие полуфиналистам турнира. Два спортсмена, одержавших победу в утешительном раунде, в поединке за бронзу сражались с дзюдоистами, проигравшими в полуфинале.
Мужчины
| Категория    | Спортсмены   | 1/32 финала        | 1/16 финала                | 1/8 финала                | Четвертьфинал              | Полуфинал               | Финал                         | Место |
| Категория    | Спортсмены   | Соперник Результат | Соперник Результат         | Соперник Результат        | Соперник Результат         | Соперник Результат      | Соперник Результат            | Место |
| ------------ | ------------ | ------------------ | -------------------------- | ------------------------- | -------------------------- | ----------------------- | ----------------------------- | ----- |
| до 66 кг     | Голан Поллак | не участвовал      | ZAMМ. Пунца П 000:100      | завершил выступление      | завершил выступление       | завершил выступление    | завершил выступление          | 17    |
| до 73 кг     | Саги Муки    | не участвовал      | SLOР. Дракшич В 100:000    | GERИ. Вандтке В 010:000   | USAН. Дельпополо В 100:000 | AZEР. Оруджев П 000:001 | За 3-е место                  | 5     |
| до 73 кг     | Саги Муки    | не участвовал      | SLOР. Дракшич В 100:000    | GERИ. Вандтке В 010:000   | USAН. Дельпополо В 100:000 | AZEР. Оруджев П 000:001 | GEOЛ. Шавдатуашвили П 000:100 | 5     |
| свыше 100 кг | Ор Сассон    | не проводится      | EGYИ. Эль-Шехаби В 100:000 | POLМ. Сарнацкий В 010:000 | NEDР. Мейер В 010:000      | FRAТ. Ринер П 000:010   | За 3-е место                  | 3     |
| свыше 100 кг | Ор Сассон    | не проводится      | EGYИ. Эль-Шехаби В 100:000 | POLМ. Сарнацкий В 010:000 | NEDР. Мейер В 010:000      | FRAТ. Ринер П 000:010   | CUBА. Гарсия В 000:000 S      | 3     |

Женщины
| Категория | Спортсмены   | 1/16 финала            | 1/8 финала                | Четвертьфинал          | Полуфинал                  | Финал                  | Место |
| Категория | Спортсмены   | Соперник Результат     | Соперник Результат        | Соперник Результат     | Соперник Результат         | Соперник Результат     | Место |
| --------- | ------------ | ---------------------- | ------------------------- | ---------------------- | -------------------------- | ---------------------- | ----- |
| до 48 кг  | Шира Ришони  | UKRМ. Черняк П 000:100 | завершила выступление     | завершила выступление  | завершила выступление      | завершила выступление  | 17    |
| до 52 кг  | Гили Коэн    | не участвовала         | MRIК. Леджентил П 000:001 | завершила выступление  | завершила выступление      | завершила выступление  | 9     |
| до 63 кг  | Ярден Джерби | не участвовала         | CUBМ. Эспиноса В 100:001  | BRAМ. Силва П 000:001  | Турнир за 3-е место        | Турнир за 3-е место    | 3     |
| до 63 кг  | Ярден Джерби | не участвовала         | CUBМ. Эспиноса В 100:001  | BRAМ. Силва П 000:001  | CHNЯн Цзюнься В 010:000    | JPNМ. Тасиро В 011:000 | 3     |
| до 70 кг  | Линда Болдер | ROAЙ. Букаса В 110:000 | KORКим Сон Ён В 010:000   | GBRС. Конвэй П 000:100 | Турнир за 3-е место        | Турнир за 3-е место    | 7     |
| до 70 кг  | Линда Болдер | ROAЙ. Букаса В 110:000 | KORКим Сон Ён В 010:000   | GBRС. Конвэй П 000:100 | ESPМ. Бернабеу П 000s1:000 | завершила выступление  | 7     |

### Лёгкая атлетика
Мужчины
Трековые дисциплины
| Дисциплина        | Спортсмен       | Предварительный раунд | Предварительный раунд | Предварительный раунд | Четвертьфиналы | Четвертьфиналы | Четвертьфиналы | Полуфиналы           | Полуфиналы           | Полуфиналы           | Финал                | Финал                |
| Дисциплина        | Спортсмен       | Забег                 | Время                 | Место                 | Забег          | Время          | Место          | Забег                | Время                | Место                | Время                | Место                |
| ----------------- | --------------- | --------------------- | --------------------- | --------------------- | -------------- | -------------- | -------------- | -------------------- | -------------------- | -------------------- | -------------------- | -------------------- |
| бег на 400 метров | Дональд Санфорд | 5                     | 46.06                 | 33                    | Не проводится  | Не проводится  | Не проводится  | Завершил выступление | Завершил выступление | Завершил выступление | Завершил выступление | Завершил выступление |

Шоссейные дисциплины
| Дисциплина | Спортсмен    | Время   | Место | Отставание |
| ---------- | ------------ | ------- | ----- | ---------- |
| марафон    | Агезе Гуади  | 2:30:45 | 122   | 22:01      |
| марафон    | Тесама Мугас | 2:30:30 | 121   | 21:46      |
| марафон    | Марху Тефери | 2:21:06 | 74    | 12:22      |

Технические дисциплины
| Дисциплина      | Спортсмен       | Квалификация | Квалификация | Финал                | Финал                |
| Дисциплина      | Спортсмен       | Результат    | Место        | Результат            | Место                |
| --------------- | --------------- | ------------ | ------------ | -------------------- | -------------------- |
| прыжок в высоту | Дмитрий Кройтер | 2,17         | 41           | Завершил выступление | Завершил выступление |

Женщины
Шоссейные дисциплины
| Дисциплина | Спортсмен   | Время             | Место             | Отставание        |
| ---------- | ----------- | ----------------- | ----------------- | ----------------- |
| марафон    | Лона Чемтай | Сошла с дистанции | Сошла с дистанции | Сошла с дистанции |
| марафон    | Маор Тиюри  | 2:47:27           | 90                | 23:23             |

Технические дисциплины
| Дисциплина     | Спортсмен            | Квалификация | Квалификация | Финал     | Финал |
| Дисциплина     | Спортсмен            | Результат    | Место        | Результат | Место |
| -------------- | -------------------- | ------------ | ------------ | --------- | ----- |
| тройной прыжок | Анна Князева-Миненко | 14.20        | 8            | 14.68     | 5     |

### Парусный спорт
Соревнования по парусному спорту в каждом из классов состояли из 10 гонок, за исключением класса 49-й, где проводилось 12 заездов. В каждой гонке спортсмены начинали заплыв с общего старта. Победителем каждой из гонок становился экипаж, первым пересекший финишную черту. Количество очков, идущих в общий зачёт, соответствовало занятому командой месту. 10 лучших экипажей по результатам 10 заплывов попадали в медальную гонку, результаты которой также шли в общий зачёт. В медальной гонке, очки, полученные экипажем удваивались. В случае если участник соревнований не смог завершить гонку ему начислялось количество очков, равное количеству участников плюс один. При итоговом подсчёте очков не учитывался худший результат, показанный экипажем в одной из гонок. Сборная, набравшая наименьшее количество очков, становится олимпийским чемпионом.
Мужчины
| Класс | Спортсмены             | Гонка | Гонка | Гонка | Гонка | Гонка | Гонка | Гонка | Гонка | Гонка | Гонка | Гонка         | Гонка         | Гонка          | Очки | Место |
| Класс | Спортсмены             | 1     | 2     | 3     | 4     | 5     | 6     | 7     | 8     | 9     | 10    | 11            | 12            | M              | Очки | Место |
| ----- | ---------------------- | ----- | ----- | ----- | ----- | ----- | ----- | ----- | ----- | ----- | ----- | ------------- | ------------- | -------------- | ---- | ----- |
| RS:X  | Шахар Цубери           | 9     | 17    | 20    | 22    | 37    | 18    | 19    | 6     | 7     | 17    | 21            | 4             | не участвовал  | 160  | 17    |
| 470   | Дан Фройлих Эяль Левин | 7     | 15    | 17    | 21    | 21    | 20    | 16    | 19    | 22    | 16    | Не проводится | Не проводится | не участвовали | 152  | 21    |

Женщины
| Класс | Спортсмены          | Гонка | Гонка | Гонка | Гонка | Гонка | Гонка | Гонка | Гонка | Гонка | Гонка | Гонка         | Гонка         | Гонка          | Очки | Место |
| Класс | Спортсмены          | 1     | 2     | 3     | 4     | 5     | 6     | 7     | 8     | 9     | 10    | 11            | 12            | M              | Очки | Место |
| ----- | ------------------- | ----- | ----- | ----- | ----- | ----- | ----- | ----- | ----- | ----- | ----- | ------------- | ------------- | -------------- | ---- | ----- |
| RS:X  | Мааян Давидович     | 5     | 6     | 6     | 11    | 4     | 3     | 2     | 15    | 14    | 5     | 2             | 2             | 9              | 78   | 7     |
| 470   | Гиль Коэн Нина Амир | 21    | 9     | 19    | 15    | 17    | 17    | 15    | 5     | 10    | 13    | Не проводится | Не проводится | не участвовали | 120  | 17    |

### Стрельба
В январе 2013 года Международная федерация спортивной стрельбы приняла новые правила проведения соревнований на 2013—2016 года, которые, в частности, изменили порядок проведения финалов. Во многих дисциплинах спортсмены, прошедшие в финал, теперь начинают решающий раунд без очков, набранных в квалификации, а финал проходит по системе с выбыванием. Также в финалах после каждого раунда стрельбы из дальнейшей борьбы выбывает спортсмен с наименьшим количеством баллов. В скоростном пистолете решающие поединки проходят по системе попал-промах. В стендовой стрельбе добавился полуфинальный раунд, где определяются по два участника финального матча и поединка за третье место.
Мужчины
| Соревнование                       | Спортсмены    | Квалификация | Квалификация | Полуфинал     | Полуфинал     | Финал                | Финал                |
| Соревнование                       | Спортсмены    | Результат    | Место        | Результат     | Место         | Соперник/ Результат  | Место                |
| ---------------------------------- | ------------- | ------------ | ------------ | ------------- | ------------- | -------------------- | -------------------- |
| пневматическая винтовка, 10 метров | Сергей Рихтер | 623,8        | 14           | не проводится | не проводится | завершил выступление | завершил выступление |
| винтовка лёжа, 50 метров           | Сергей Рихтер |              |              | не проводится | не проводится |                      |                      |

### Теннис
Соревнования прошли на кортах олимпийского теннисного центра. Теннисные матчи проходили на кортах с твёрдым покрытием DecoTurf, на которых также проводят и Открытый чемпионат США.
Мужчины
| Соревнование     | Спортсмены | 1/32 финала              | 1/16 финала                 | 1/8 финала           | Четвертьфинал        | Полуфинал            | Финал                |
| Соревнование     | Спортсмены | Соперник Результат       | Соперник Результат          | Соперник Результат   | Соперник Результат   | Соперник Результат   | Соперник Результат   |
| ---------------- | ---------- | ------------------------ | --------------------------- | -------------------- | -------------------- | -------------------- | -------------------- |
| одиночный разряд | Дуди Села  | BIHД. Джумхур В 6:4, 6:4 | BELД. Гоффен (8) П 3:6, 3:6 | завершил выступление | завершил выступление | завершил выступление | завершил выступление |

### Триатлон
Соревнования по триатлону пройдут на территории форта Копакабана. Дистанция состоит из 3-х этапов — плавание (1,5 км), велоспорт (43 км), бег (10 км).
Мужчины
| Соревнование              | Спортсмены | Плавание | Смена | Велоспорт | Смена | Бег | Итоговое время | Место | Отставание |
| ------------------------- | ---------- | -------- | ----- | --------- | ----- | --- | -------------- | ----- | ---------- |
| индивидуальное первенство | Рон Дармон |          |       |           |       |     |                |       |            |

### Тхэквондо
Соревнования по тхэквондо проходят по системе с выбыванием. Для победы в турнире спортсмену необходимо одержать 4 победы. Тхэквондисты, проигравшие по ходу соревнований будущим финалистам, принимают участие в утешительном турнире за две бронзовые медали.
Мужчины
| Категория | Спортсмены | Первый раунд                    | Четвертьфинал        | Полуфинал            | Финал                | Место |
| Категория | Спортсмены | Соперник Результат              | Соперник Результат   | Соперник Результат   | Соперник Результат   | Место |
| --------- | ---------- | ------------------------------- | -------------------- | -------------------- | -------------------- | ----- |
| до 58 кг  | Рон Атиас  | Венилтон Тейшейра (BRA) М. 2:16 | Завершил выступление | Завершил выступление | Завершил выступление |       |

### Тяжёлая атлетика
В рамках соревнований проводятся два упражнения — рывок и толчок. В каждом из упражнений спортсмену даётся 3 попытки. Победитель определяется по сумме двух упражнений. При равенстве результатов победа присуждается спортсмену, с меньшим собственным весом.
Мужчины
| Категория    | Спортсмены        | Вес       | Рывок | Рывок | Рывок | Толчок | Толчок | Толчок | Всего | Место |
| Категория    | Спортсмены        | Вес       | 1     | 2     | 3     | 1      | 2      | 3      | Всего | Место |
| ------------ | ----------------- | --------- | ----- | ----- | ----- | ------ | ------ | ------ | ----- | ----- |
| свыше 105 кг | Игорь Ольшанецкий | 129,54 кг | 160   | 165   | 170   | 200    | 206    | 207    | 372   | 17    |